# Van Zyl’s Pass
Der Van Zyl’s Pass, auch Van Zyls Pass, ist ein Gebirgspass in den Otjihipabergen im Kaokoveld der Region Kunene im Nordwesten Namibias. Er gilt als der anspruchsvollste Pass für den Fahrzeugverkehr in Namibia. Die D3703 führt von Okangwati im Osten über den Pass hinab gen Westen.
Der Pass wurde nach dem Kommissar für Bantu-Angelegenheiten Ben van Zyl, dem Vater von Japie van Zyl, benannt. Ben van Zyl war auch für den Straßenbau im Homeland Kaokoveld verantwortlich. Der Pass wurde Anfang der 1960er Jahre von 20 Mann binnen vier Monaten per Hand errichtet.